# ليشانغ
ليشانغ هي مدينة من مدن الصين.

## المناخ
يظهر الجدول التالي التغييرات المناخية على مدار السنة لليشانغ:
| البيانات المناخية لـليشانغ                       | البيانات المناخية لـليشانغ | البيانات المناخية لـليشانغ | البيانات المناخية لـليشانغ | البيانات المناخية لـليشانغ | البيانات المناخية لـليشانغ | البيانات المناخية لـليشانغ | البيانات المناخية لـليشانغ | البيانات المناخية لـليشانغ | البيانات المناخية لـليشانغ | البيانات المناخية لـليشانغ | البيانات المناخية لـليشانغ | البيانات المناخية لـليشانغ | البيانات المناخية لـليشانغ |
| الشهر                                            | يناير                      | فبراير                     | مارس                       | أبريل                      | مايو                       | يونيو                      | يوليو                      | أغسطس                      | سبتمبر                     | أكتوبر                     | نوفمبر                     | ديسمبر                     | المعدل السنوي              |
| ------------------------------------------------ | -------------------------- | -------------------------- | -------------------------- | -------------------------- | -------------------------- | -------------------------- | -------------------------- | -------------------------- | -------------------------- | -------------------------- | -------------------------- | -------------------------- | -------------------------- |
| الدرجة القصوى °م (°ف)                            | 26.2 (79.2)                | 30.5 (86.9)                | 33.0 (91.4)                | 34.0 (93.2)                | 35.3 (95.5)                | 37.9 (100.2)               | 41.0 (105.8)               | 39.7 (103.5)               | 38.5 (101.3)               | 36.5 (97.7)                | 32.8 (91.0)                | 27.5 (81.5)                | 41.0 (105.8)               |
| متوسط درجة الحرارة الكبرى °م (°ف)                | 14.4 (57.9)                | 15.8 (60.4)                | 18.7 (65.7)                | 24.2 (75.6)                | 28.3 (82.9)                | 31.0 (87.8)                | 33.3 (91.9)                | 33.4 (92.1)                | 31.1 (88.0)                | 27.5 (81.5)                | 22.5 (72.5)                | 17.4 (63.3)                | 24.8 (76.6)                |
| المتوسط اليومي °م (°ف)                           | 9.6 (49.3)                 | 11.5 (52.7)                | 14.6 (58.3)                | 20.1 (68.2)                | 24.0 (75.2)                | 26.6 (79.9)                | 28.2 (82.8)                | 28.2 (82.8)                | 26.0 (78.8)                | 21.9 (71.4)                | 16.3 (61.3)                | 11.2 (52.2)                | 19.8 (67.7)                |
| متوسط درجة الحرارة الصغرى °م (°ف)                | 6.5 (43.7)                 | 8.6 (47.5)                 | 11.8 (53.2)                | 17.1 (62.8)                | 20.8 (69.4)                | 23.6 (74.5)                | 24.6 (76.3)                | 24.7 (76.5)                | 22.4 (72.3)                | 17.8 (64.0)                | 12.1 (53.8)                | 7.1 (44.8)                 | 16.4 (61.6)                |
| أدنى درجة حرارة °م (°ف)                          | −2.2 (28.0)                | −1.4 (29.5)                | −0.5 (31.1)                | 5.5 (41.9)                 | 11.1 (52.0)                | 14.6 (58.3)                | 20.6 (69.1)                | 20.8 (69.4)                | 13.7 (56.7)                | 6.1 (43.0)                 | 1.5 (34.7)                 | −4.1 (24.6)                | −4.1 (24.6)                |
| الهطول مم (إنش)                                  | 59.5 (2.34)                | 88.8 (3.50)                | 139.7 (5.50)               | 166.3 (6.55)               | 214.7 (8.45)               | 218.4 (8.60)               | 186.8 (7.35)               | 174.0 (6.85)               | 97.3 (3.83)                | 56.6 (2.23)                | 46.5 (1.83)                | 29.0 (1.14)                | 1٬477٫6 (58.17)            |
| متوسط الرطوبة النسبية (%)                        | 77                         | 80                         | 82                         | 82                         | 82                         | 83                         | 80                         | 79                         | 77                         | 75                         | 75                         | 74                         | 79                         |
| المصدر: China Meteorological Data Service Center |                            |                            |                            |                            |                            |                            |                            |                            |                            |                            |                            |                            |                            |